# Gaudentius Rossi
Pour les articles homonymes, voir Rossi.
Gaudentius Rossi, né le 10 mai 1817 à Ospitaletti (Gênes, Italie) et mort en juillet 1891 à West Hoboken (en) (New Jersey, États-Unis), est un prêtre passionniste, prédicateur, missionnaire et écrivain italien, cofondateur de la congrégation des sœurs de la Sainte Croix et de la Passion.

## Biographie
Il professe ses vœux le 25 mai 1837. Le 19 décembre 1840, il est ordonné prêtre par Mgr Giuseppe Maria Vespignani en la basilique du Latran à Rome. En 1842, il est envoyé en Angleterre pour aider le Père Dominique Barberi dans sa nouvelle mission anglaise. Il prêche alors sur 130 missions. 
En 1852, il aide la Mère Marie Joseph de Jésus dans la fondation de la congrégation des sœurs de la Sainte Croix et de la Passion.  Appelé par ses supérieurs en raison de sa capacité à prêcher en anglais, il arrive à Boston (Massachusetts), le 5 décembre 1855. 
En 1863, il est élu premier consulteur de la province de Saint-Paul-de-la-Croix, puis, en 1866, il est élu en tant que maître des novices et, en 1869, il est de nouveau élu comme premier consulteur provincial. 
Lorsque sa santé commence à décliner, il se consacre à l'écriture de The Voice of Jesus Suffering sur la doctrine et les sacrements catholiques, puis de The Christian Trumpet, consacré à quelques prophéties célèbres de son époque. Il tombe ensuite gravement malade et reste alité au monastère de Saint-Michel de West Hoboken, où il meurt en juillet 1891.